# 长春公交54路
长春公交54路是长春公交的一条线路，由绿园区西安大路到朝阳区工农大路，全长7.6公里。本公交路线隶属于长春有轨电车系统，并由长春公交集团电车公司负责运营。

## 历史

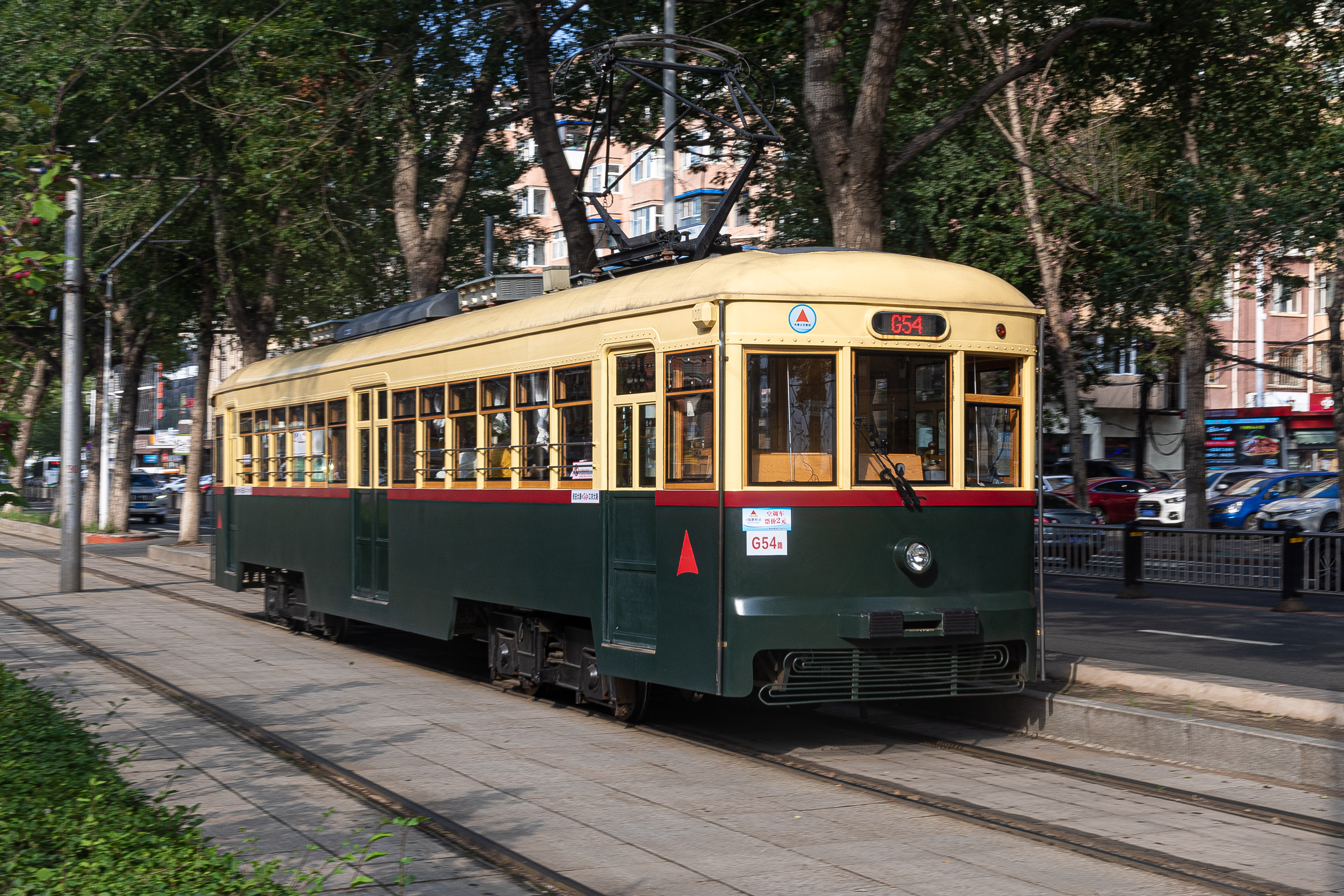
953号仿古电车驶出长久路站

- 1969年，建成通车，自和平大街至工农大路。当时的名称为长春有轨电车4线。使用车型有90系电车、200系电车、300系电车、400系电车、411型电车。
- 1983年，路线更名为现在名称。
- 1986年，停止使用300系电车和411型电车。
- 1995年，增添曾运行于长春公交52路和长春公交53路的700系电车，共10辆。同时停止使用90系电车。
- 1999年，停用400系电车。
- 2000年7月，开始维修路轨。
- 2002年10月，恢复通车，同时增添800系电车10辆和SY-YG14-2型电车1辆。
- 2006年9月，增添曾用于大连有轨电车的DL8000型电车共18辆[1]。
- 2007年11月6日，开通通宵服务[2]。
- 2012年8月1日，因长春有轨电车系统路线综合改造，54路电车开始停运[3]。施工期间，改用汽车运行，共21辆[4]，车辆来自于长春公交62路、长春公交362路、长春公交363路的一汽CA6120URH2型后置气电混合动力公交车以及长春公交88路的一汽CA6125SH9型后置燃气公交车，票价与电车一样。但因道路拥堵问题，使用汽车期间的运行时间被延长[5]。
- 2012年12月20日，长春有轨电车系统路线综合改造结束，54路电车恢复服务[6]，原有的汽车服务同时停止。
- 2012年12月29日，增添20辆SY-YG600-2型电车[7]。
- 2013年4月13日，因宽平大路与开运街互通立交桥恢复施工，导致路轨被截断，54路暂时停运。
- 2013年4月14日，54路改为分段运营，恢复工农大路-宽平大路区间运营。
- 2013年4月18日，54路恢复东风大街-和平大路区间运营[8]。
- 2013年10月23日，因长春公交55路路轨接入施工，54路东风大街-宽平大路区间停止运营[9]。
- 2013年10月27日，54路东风大街-宽平大路区间恢复运营[10]。
- 2013年12月13日，54路恢复全线运营[11]。
- 2014年8月20日，54路开始实行无人售票[12]。同时停用800系电车和DL8000型电车[13]。同时并增加SY-YG600-2型电车至26辆。
- 2017年8月17日，仿照20世纪50年代200型有轨电车造型的952、953号仿古电车投入54路运营[14]。
- 2021年5月14日起，因长春轨道交通5号线工农大路站施工，54路和55路临时改为长影站（红旗街与建工南路交会处）始发终到，同时长春公交开行长影往返工农大路的免费短驳巴士[15]。
- 2024年1月初，54路一台仿古电车（953号）被装饰为文旅专列，1月11日投入运行，该列车需通过线上预约购票[16]。
- 2025年1月5日，54路932号车被装饰为“红旗号”文旅专列。

## 车站一览
| 序号 | 車站名稱 | 工农大路方向 位置（下行） | 西安大路方向 位置（上行） | 换乘轨道交通         |
| ---- | -------- | ------------------------- | ------------------------- | -------------------- |
| 1    | 西安大路 | 春城大街                  | 春城大街                  |                      |
| 2    | 农丰市场 | 春城大街                  | 春城大街                  |                      |
| 3    | 绿园     | 春城大街/锦西路           | 春城大街/锦西路           |                      |
| 4    | 皓月大路 | 春城大街/皓月大路         | 春城大街/皓月大路         |                      |
| 5    | 景阳大路 | 春城大街/景阳大路         | 春城大街/景阳大路         | 2号线：万福街站      |
| 6    | 电车公司 | 春城大街/锦江路           | 春城大街/锦江路           |                      |
| 7    | 南阳路   | 春城大街/南阳路           | 春城大街/南阳路           | 55路                 |
| 8    | 创业大街 | 春城大街/创业大街         | 春城大街/创业大街         | 55路                 |
| 9    | 东风大街 | 春城大街/东风大街         | 春城大街/东风大街         | 55路                 |
| 10   | 迎春路   | 春城大街/迎春路/正阳街    | 春城大街/迎春路/正阳街    | 55路                 |
| 11   | 宽平大桥 | 宽平大路/开运街           | 宽平大路/开运街           | 55路 3号线：宽平桥站 |
| 12   | 宽平大路 | 宽平大路/红旗街           | 宽平大路/红旗街           | 55路                 |
| 13   | 长久路   | 红旗街/长久路             | 红旗街/长久路             | 55路                 |
| 14   | 湖西路   | 红旗街/湖西路             | 红旗街/湖西路             | 55路                 |
| 15   | 长影     | 红旗街                    | 红旗街                    | 55路                 |
| 16   | 工农大路 | 红旗街/德昌路             | 红旗街/德昌路             | 55路                 |

## 事故
- 2012年4月28日上午8时15分左右，一辆54路电车在宽平大路站转弯处附近脱轨，导致停运，直至中午11时20分恢复运行[17]。
- 2012年6月18日下午3时左右，一辆54路电车在工农大路站脱轨，导致停运，直至晚间6时40分左右恢复运行[18]。
- 2014年12月16日早间7时50分左右，在东风大街与春城大街交会处，一辆停靠中的54路电车突然溜车，撞向了停在后面的另一辆54路电车，导致两车内多人受伤，导致停运。直至上午9时30分左右，恢复运行[19]。
- 2015年2月28日晚间6时30分左右，在红旗街与宽平大路交会处附近，一辆大型客车不慎卡在54路路轨上，导致工农大路往西安大路方向停运。直至晚间8时左右，恢复运行[20]。
- 2016年5月30日晚间6时30分左右，在红旗街与长久路交会处附近，因大风将大树刮倒，并砸在了接触网上，导致西安大路往工农大路方向停运。直至晚间8时30分左右，恢复运行[21]。

## 曾在本线取景的影视作品列表
| 年份   | 片名                 | 类型   | 主演                       |
| ------ | -------------------- | ------ | -------------------------- |
| 2022年 | 人世间               | 电视剧 | 雷佳音、殷桃、辛柏青、宋佳 |
| 2023年 | 父辈的荣耀           | 电视剧 | 张晚意、郭涛、刘琳、张月   |
| 2024年 | 我才不要和你做朋友呢 | 电影   | 庄达菲、陈昊宇、王皓       |